# Hennrichův kříž
Hennrichův kříž je pamětní kříž vztyčený na hrobě známého pytláka Hennricha pod Pytláckými kameny v Jizerských horách, v katastrálním území Jizerka obce Kořenov (okres Jablonec nad Nisou).
Hennrich byl voják zběhlý od vojska v době napoleonských válek, který zde žil v roce 1813 a živil se pytlačením. Přebýval v úkrytu pod nedalekými Pytláckými kameny. V nejstarší kreslené mapě jsou Pytlácké kameny nazývány Heinrichsloche – tedy Hennrichovo doupě. Není známo, jak dlouho pytlák ve své chatrči z kůry přebýval, stal se však během té doby místní legendou. Lesníci se ho dlouho snažili dopadnout, stříleli po něm, stále jim však unikal a proto se o něm začalo říkat, že je nezranitelný.
Osudné mu bylo setkání s jednorukým revírníkem Hubem, doprovázeným tehdy hajným Schneiderem Hanslem. Ti jej zahlédli na pasece u Příčné vody, jak neozbrojený nabírá z potoka vodu. Když je pytlák spatřil, pokusil se před nimi uprchnout do lesa. Na útěku jej však zasáhla střela z Hubovy zbraně. Oba lesnící se jej vydali hledat až po několika dnech a když našli jeho tělo, na místě jej zahrabali. Přesné datum této události je neznámé. Kříž se nad hrobem objevil údajně již nedlouho po Hennrichvě smrti, časem mnohokrát ztrouchnivěl, vždy však byl obnoven. Naposledy se tak stalo v roce 2004.
Pytlákovým jménem (Hennrichova dráha) se označuje nedaleká cesta odbočující z Jizerské silnice na sever k Českému vrchu.